# Shinichi Terada
Shinichi Terada (Osaka, 10 juni 1985) is een Japans voetballer.

## Carrière
Shinichi Terada speelde tussen 2004 en 2011 voor Gamba Osaka en Yokohama FC. Hij tekende in 2012 bij Yokohama FC.